# USS Ranger (CV-4)
USS Ranger (CV-4) – amerykański lotniskowiec z okresu międzywojennego, używany podczas II wojny światowej. Był to pierwszy amerykański okręt budowany od podstaw jako lotniskowiec, jedyny okręt swojego typu.

## Historia
Pod koniec lat dwudziestych XX wieku i po wprowadzeniu do służby lotniskowców USS „Langley”, USS „Lexington” i USS „Saratoga”, które jednak były budowane na przebudowanych kadłubach innych okrętów, Stany Zjednoczone przystąpiły do zaprojektowania i budowy lotniskowca od podstaw. Jako że podpisany w 1922 roku traktat waszyngtoński ograniczał tonaż budowanych okrętów, przyjęto, że ten nowy okręt będzie miał wyporność standardową tylko 13 800 t.
W planowanym lotniskowcu zrezygnowano z silnego opancerzenia i uzbrojenia oraz z wysokiej prędkości, lecz dzięki tym ograniczeniom zwiększono znacznie liczbę przenoszonych samolotów. Tylko pod tym względem okręt przewyższał swoich zagranicznych konkurentów, gdyż pod pozostałymi był znacznie słabszy. Wynikało to jednak z planów, według których lotniskowiec miał operować wspólnie z flotą pancerników oraz zabierać na pokład w zasadzie tylko samoloty rozpoznawcze i myśliwskie. Także jego prędkość była dostosowana do ówczesnej prędkości pancerników.
Tak zaprojektowany lotniskowiec rozpoczęto budować w stoczni Newport News Shipbuilding and Dry Dock w Newport News. Stępkę pod niego położono 26 września 1931 roku. Wodowanie odbyło się 25 lutego 1933 roku, a do służby został wcielony 4 czerwca 1934 roku, jako USS „Ranger”, otrzymując znak taktyczny CV-4.

## Opis konstrukcji
USS „Ranger” był lotniskowcem o nietypowej konstrukcji. Cechą charakterystyczną było usytuowanie kotłowni, która znajdowała się za maszynownią, a przewody dymne prowadziły do 6 zawiasowych kominów (po 3 na każdej burcie). Kominy te podczas ruchu lotniczego mogły być opuszczane do poziomu w celu zmniejszenia zadymienia pokładu, co jednak w praktyce okazało się bardzo niewygodne. Przy tym spaliny kierowane były do kominów na jednej burcie, w zależności od kierunku wiatru. Pochylenie kominów wynikało z pierwotnego projektu lotniskowca, który przewidywał zupełnie gładki pokład bez wyspy nadbudówek.
Poszycie burtowe lotniskowca nie sięgało pokładu lotniczego. Pokład lotniczy wraz z hangarem był po raz pierwszy nadbudowany na kadłubie i nie będąc jego częścią składową nie uczestniczył w wytrzymałości konstrukcyjnej. Pokład lotniczy pokryty był klepką drewnianą i miał wymiary 228,6 × 24,4 m (po zmodernizowaniu i przedłużeniu w 1943 roku). Pojedynczy hangar miał wymiary 152 × 21 × 5,5 m. Rozgrzewanie silników samolotów odbywało się w hangarze, co powodowało ulatnianie się oparów benzyny i spalin, w związku z tym ściany boczne hangaru pozostawiono w znacznym stopniu nie obudowane.
Początkowo planowany gładki pokład lotniczy w trakcie budowy został przekonstruowany i przy prawej burcie zbudowano wyspę nadbudówek, co zwiększyło znacznie planowaną wyporność. Wyspa nadbudówek była wąska i miała pochyłą ścianę przednią. Posiadała dwupoziomowy pomost. Na trójnożnym maszcie umieszczono kilka reflektorów oświetlających pokład lotniczy.
Jeszcze jedną cechą charakterystyczna tego lotniskowca były trzy dźwigi ustawione po każdej burcie (w toku modernizacji część z nich zdemontowano), które mogły być użyte do podnoszenia licznych łodzi oraz wodujących obok kadłuba wodnosamolotów. W toku jego modernizacji zamontowano także katapulty lotnicze.
Opancerzenie lotniskowca wynosiło do 51 mm, był on słabo chroniony. Pas na linii wodnej ograniczał się tylko do rejonu siłowni. Jedynie pokład był opancerzony na całej długości.
Podstawowe uzbrojenie lotniskowca stanowiło 8 pojedynczych dział przeciwlotniczych L25 kal. 127 mm, początkowo jedna para tych dział była umieszczona na krańcu dziobu, co było miejscem bardzo niekorzystnym przy wysokiej fali. W związku z tym w 1936 przeniesiono je na stanowiska przyburtowe. Początkowo USS „Ranger” nie posiadał artyleryjskiego dalmierza przeciwlotniczego, jednak jeszcze przed rozpoczęciem wojny zainstalowano dalmierz Mk 33 na dachu pomostu, a potem jeszcze jeden z tyłu wyspy nadbudówek. W 1942 roku dalmierze te otrzymały anteny radarów Mk 4 dla ostrzegania i kierowania ogniem. W kwietniu 1942 roku na platformie masztu założono antenę radaru CXAM-1, a w czerwcu 1944 zastąpiono ją anteną radaru SK.
Lotniskowiec posiadał również uzbrojenie pomocnicze składające się z działek i karabinów przeciwlotniczych, których liczba systematycznie rosła, aż do roku 1944. Wtedy część uzbrojenia zdjęto, w momencie gdy USS „Ranger” stał się okrętem do szkolenia załóg lotniczych.
Zmiany w uzbrojeniu USS „Ranger”:
| Rok                                            | 1934 | 1940 | 1942 | 1943 |
| Działa uniwersalne 127 mm L/25 kal. 127 mm     | 8    | 8    | 8    | 8    |
| Karabiny maszynowe Browning M2 kal. 12,7 mm    | 42   | -    | -    | -    |
| Działka przeciwlotnicze kal. 28 mm (poczwórne) | -    | 24   | -    | -    |
| Działka przeciwlotnicze kal. 40 mm (poczwórne) | -    | -    | 24   | 24   |
| Działka przeciwlotnicze Oerlikon kal. 20 mm    | -    | -    | 30   | 46   |

Lotniskowiec USS „Ranger” zabierał od 80 do 86 samolotów. Używano samolotów typu Grumman F4F Wildcat, Vought SB2U Vindicator, Douglas TBD Devastator, a później także Douglas SBD Dauntless i Grumman TBF Avenger. Okresowo, gdy lotniskowiec był wykorzystywany jako okręt do transportu samolotów, bazowały na nim także inne samoloty, które jednak po starcie z niego lądowały już na lotniskach lądowych.

## Przebieg służby USS „Ranger”
Po wcieleniu do służby w dniu 4 czerwca 1934 lotniskowiec został włączony do floty atlantyckiej. W grudniu 1941, w momencie włączenia się Stanów Zjednoczonych do wojny, znajdował się w rejsie patrolowym na południowym Atlantyku.
W marcu 1942 przebywał w stoczni w Norfolk, a następnie transportował samoloty do Afryki Północnej. Od 8 listopada 1942 wspierał aliancki desant na zachodnim wybrzeżu Maroka (operacja Torch). Następnie powrócił do Stanów Zjednoczonych, gdzie ponownie skierowano go do stoczni na remont.
Na początku 1943 ponownie użyty do transportu samolotów do Afryki Północnej. Następnie przebywał w rejsie szkolnym. We wrześniu 1943 skierowany został do Wielkiej Brytanii, gdzie wszedł w skład brytyjskiej floty Home Fleet. W dniu 4 października 1943 wziął udział w operacji Leader – rajdzie przeciwko żegludze niemieckiej pod Bodø. W czasie tego rajdu z lotniskowca USS „Ranger” wystartowało 30 bombowców nurkujących i samolotów torpedowych oraz 12 samolotów myśliwskich, które zaatakowały 2 niemieckie konwoje i statki stojące na redzie, zatapiając 4 parowce i uszkadzając 6 dalszych.
W 1944 powrócił do Stanów Zjednoczonych, pełniąc funkcję lotniskowca szkolnego oraz transportując samoloty do Afryki Północnej. W roku tym ponownie trafił do stoczni, gdzie wzmocniono mu pokład lotniczy. W lipcu 1944 został przebazowany na Pacyfik, przez Kanał Panamski. Transportował następnie wojska i samoloty do Pearl Harbor. Do końca wojny używany był na zachodnim wybrzeżu Stanów Zjednoczonych do szkolenia. We wrześniu 1945 powrócił na wschodnie wybrzeże Stanów Zjednoczonych.
W 1945 został przekształcony w lotniskowiec szkolny. Uczestniczył w tym czasie w pierwszych próbach zaokrętowania lotnictwa wczesnego ostrzegania radarowego.
18 października 1946 USS „Ranger” (CV-4) został wycofany ze służby, a 29 października skreślony z listy floty. 28 stycznia 1947 został sprzedany na złom, a następnie pocięto go w stoczni Sun Shipbuilding & Drydor Company w Chester.

## Dane techniczno-taktyczne
- Wyporność:
  - standardowa: 14 500 ton (według innych danych 14 575 t)
  - pełna: 20 500 ton (17 577 t)
- Wymiary:
  - długość całkowita: 234,4 m
  - długość na linii wodnej: 221,9 m (222,5 m)
  - szerokość na linii wodnej: 24,4 m
  - pokład lotniczy:
    - długość: 228,6
    - szerokość: 24,4

  - wysokość:
    - do pokładu lotniczego: 17,7 m
    - kominy: 22,6 m
    - pomost bojowy: 32,0 m
    - maszt: 44,0 m
- Opancerzenie:
  - linia wodna w rejonie siłowni: 51 mm
  - grodzie główne (tylko komory amunicyjne): 51 mm
  - pokład główny: 25 mm
  - pokład dolny: 25 mm

- Napęd: turbina parowa wysokich ciśnień Curtisa i turbina parowa niskich ciśnień systemu Parsonsa(inne języki), 6 kotłów Babcock & Wilcox, 2 śruby
- Moc maszyn: 53 500 do 58 700 KM
- Osiągi:
  - prędkość: 29,25 – 30,35 węzłów
  - zasięg:
  - 5800 mil morskich przy prędkości 25 węzłów
  - 11 500 mil morskich przy prędkości 15 węzłów
- Uzbrojenie – opis w tekście
- Załoga:
  - pokojowa: 1788 (w tym 672 osób personelu lotniczego)
  - wojenna: 2000